# Múscul pectini
El múscul pectini (musculus pectineus), és un múscul fort, pla i quadrangular de la cama, en forma de pinta; d'aquí el seu nom. Es troba a nivell de l'engonal, i s'estén de l'os coxal al fèmur, tant en humans com en altres animals com, per exemple, els gossos.
Juntament amb els músculs adductors de la cama (adductor major, llarg i curt) mouen la cuixa de fora a endins en un moviment anomenat adducció. Són músculs potents que permeten el moviment de creuar la cama sobre l'altra.

## Insercions
Les insercions superiors o origen traça una línia lleument horitzontal, des de l'espina púbica, passant per la carena pectínia i el lligament pectini que es troba per sobre de la cresta, després el llavi anterior del solc obturador i a la cara profunda de la fàscia que cobreix aquest múscul.
La inserció inferior es realitza en la línia de trifurcació medial de la línia aspra del fèmur, per sota del trocànter menor, en l'anomenada línia pectínia del fèmur.

## Innervació i irrigació
La innervació és mitjançant una branca muscular del nervi femoral (nervi musculocutani intern) (L2, L3), i ocasionalment, pel nervi obturador.
La seva irrigació arterial prové de l'artèria obturadora, una branca de l'artèria ilíaca interna.

## Imatges

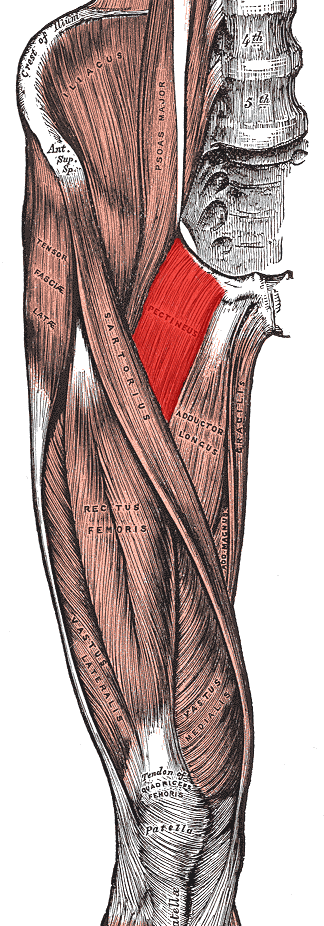
Múscul pectini (en vermell).
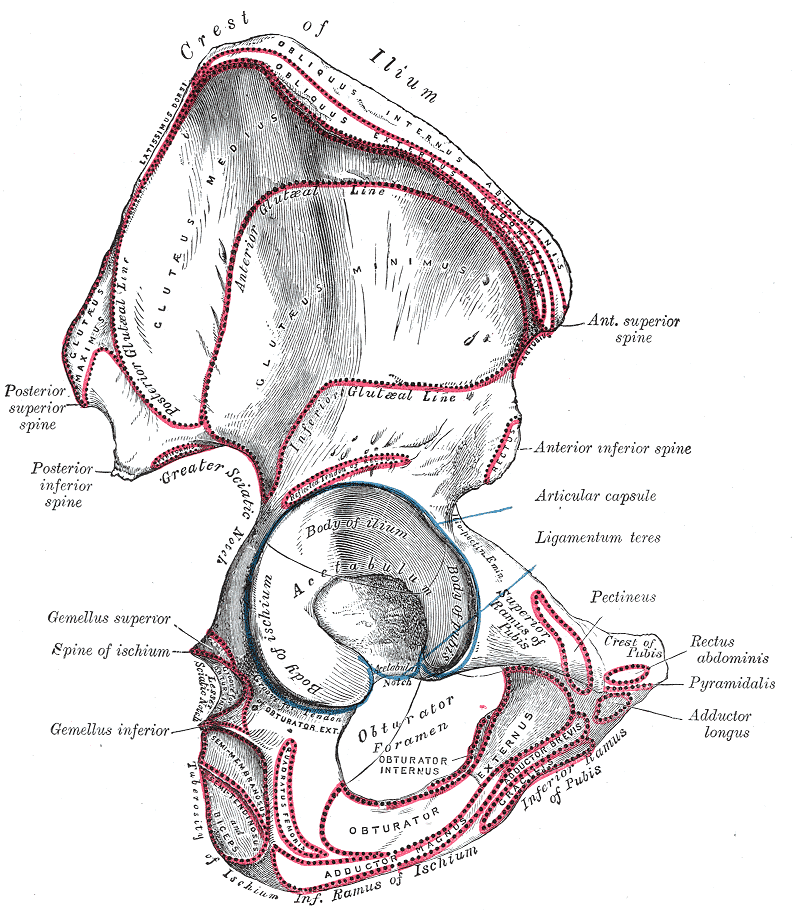
Superfície externa del maluc dret.
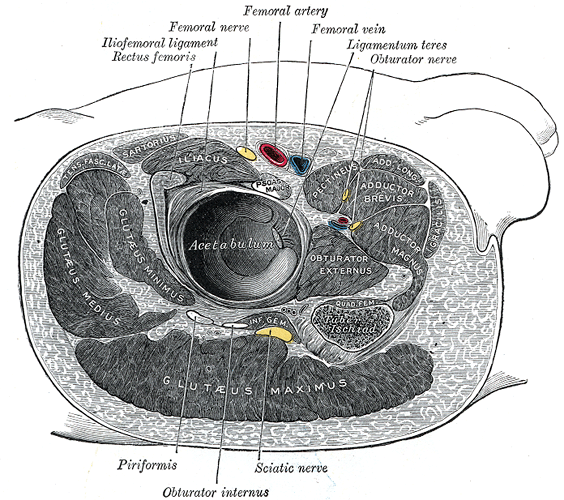
Estructures que envolten l'articulació del maluc dret.
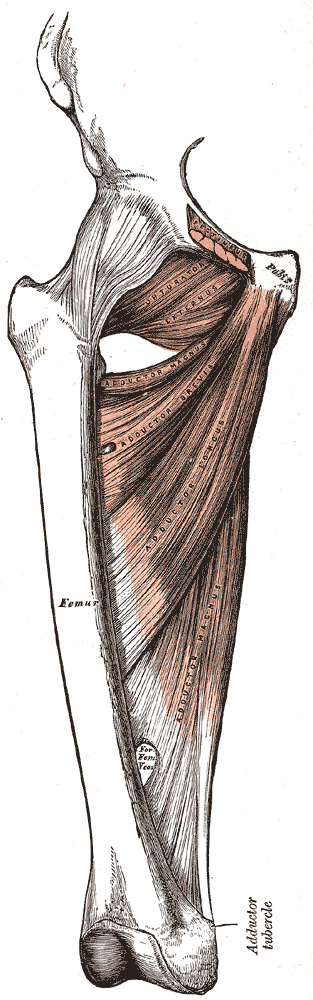
Músculs profunds de la regió femoral medial.
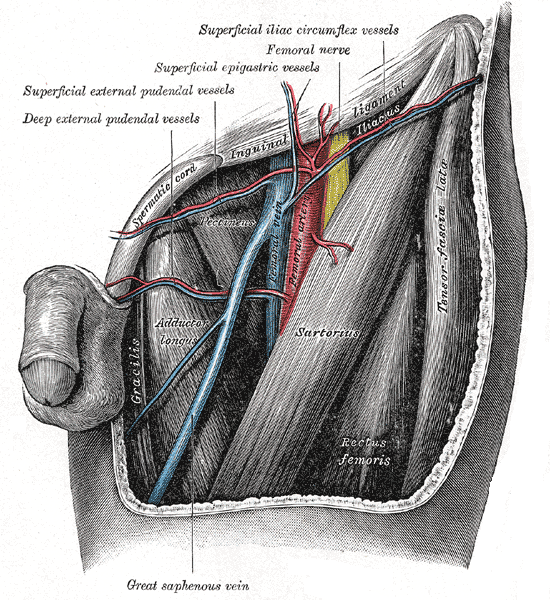
El triangle femoral esquerra.

- Disseccions on es pot observar el múscul pectini.

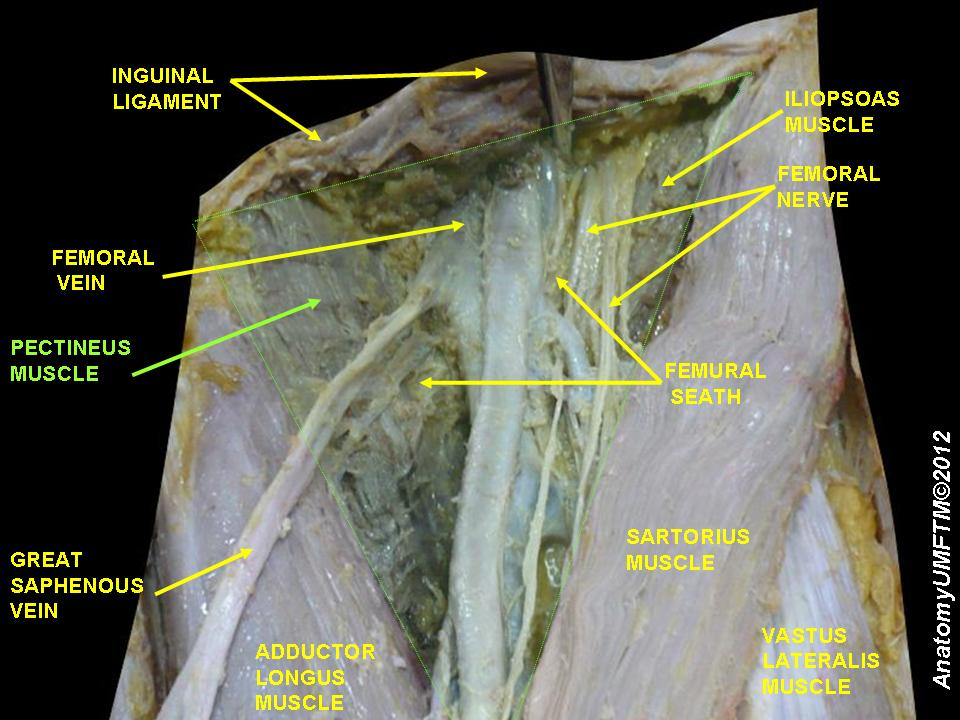
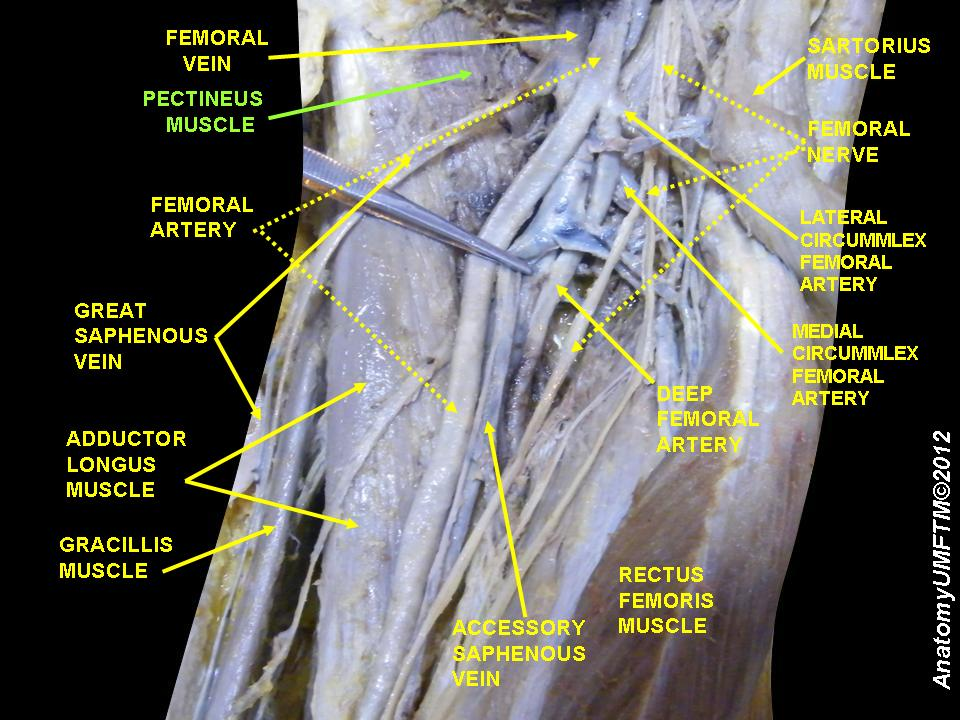
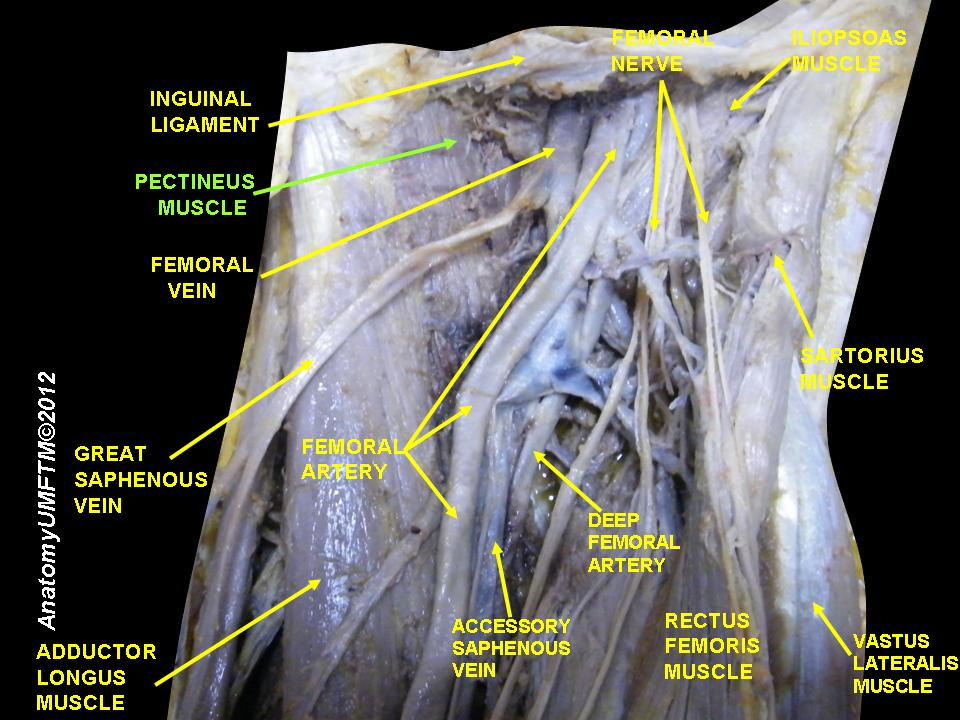
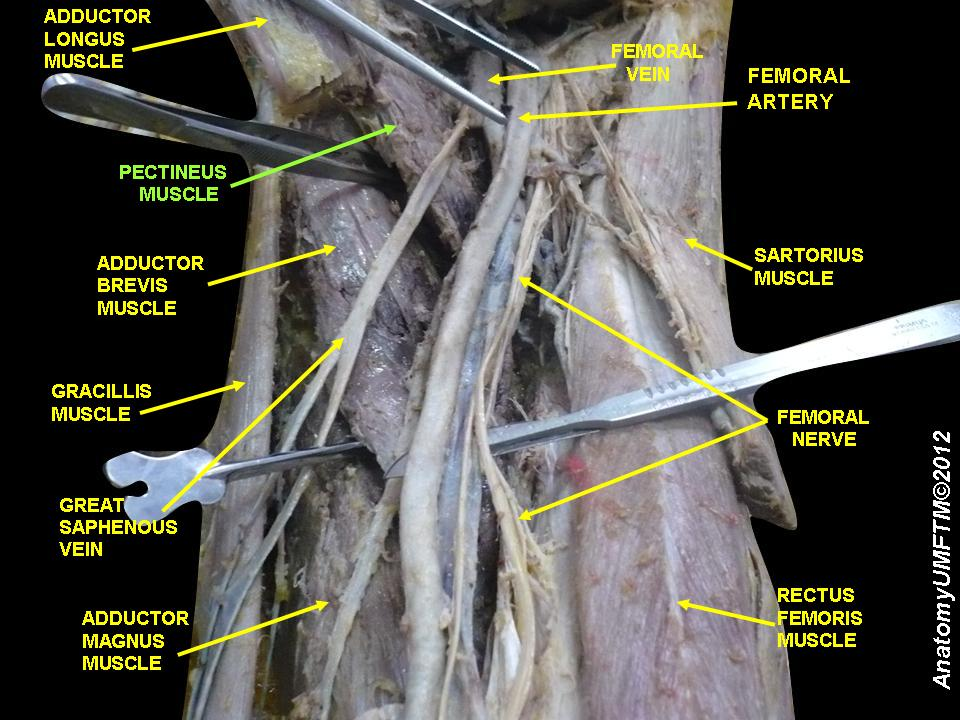
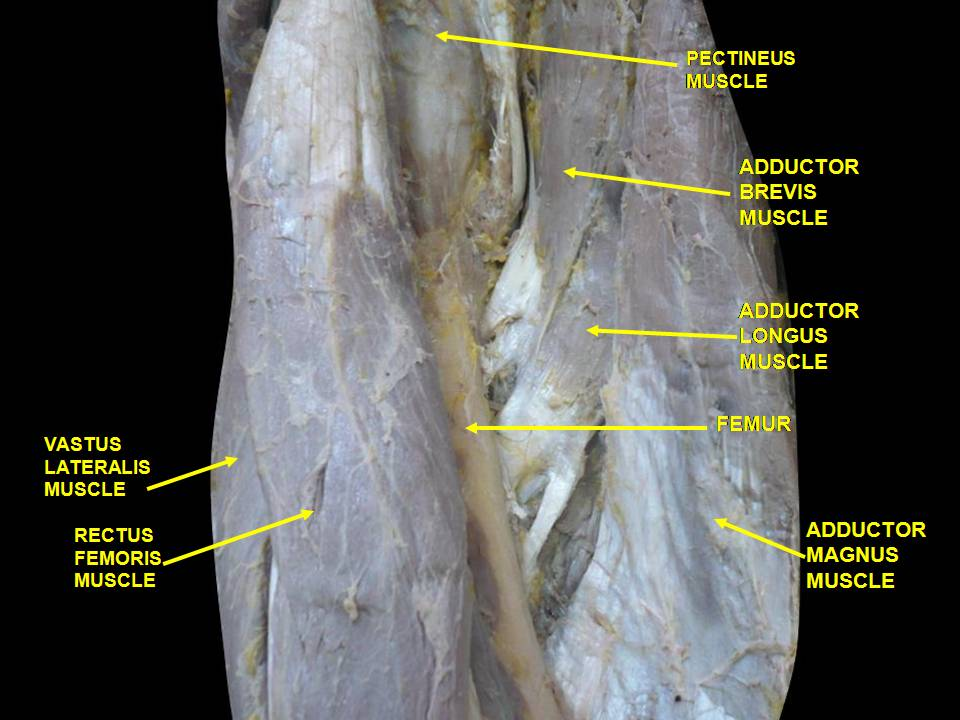
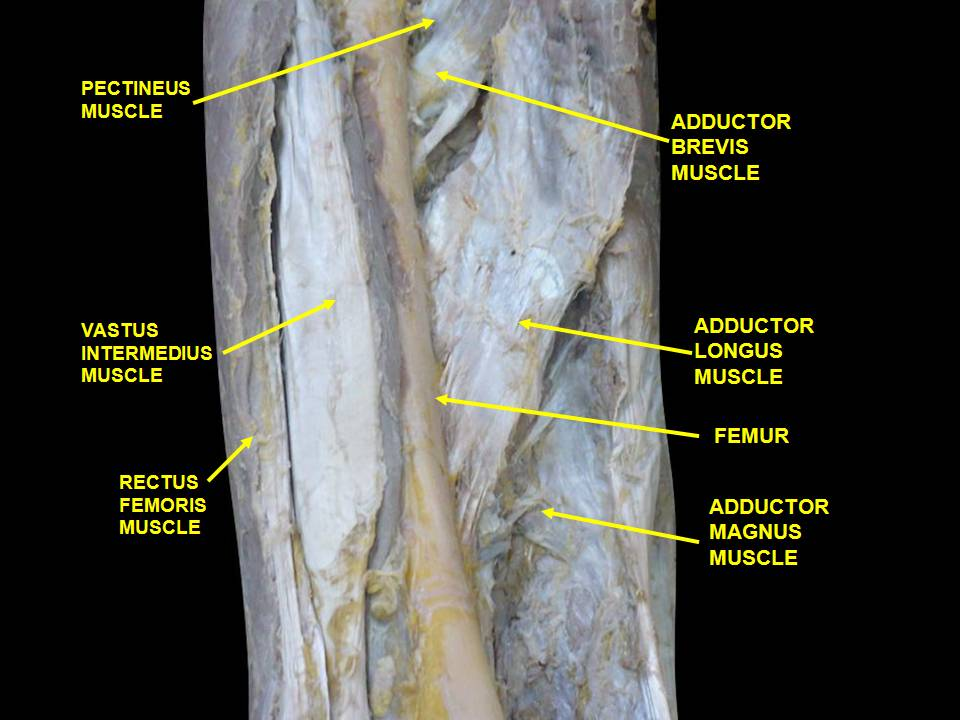